# Acacia fodinalis
Acacia fodinalis é uma espécie de leguminosa do gênero Acacia, pertencente à família Fabaceae.